# Orchelimum nigripes
Orchelimum nigripes är en insektsart som beskrevs av Scudder, S.H. 1875. Orchelimum nigripes ingår i släktet Orchelimum och familjen vårtbitare. Inga underarter finns listade i Catalogue of Life.